# Гарнер, Джей
Джей Гарнер (англ. Jay Montgomery Garner; род. 15 апреля 1938) — американский военный деятель, глава американской оккупационной администрации Ирака в 2003 году.

## Биография
Родился 15 апреля 1938 года в городе Аркейдия, штат Флорида. Там же и получил образование. С 1962 года на службе в армии. Гарнер два раза служил во Вьетнаме, а затем руководил двумя подразделениями противовоздушной обороны в Западной Германии. Участвовал в разработке зенитно-ракетного комплекса Patriot. Во время Войны в Персидском Заливе он был ответственен за безопасность Иракского Курдистана. В 1997 году ушёл в отставку в звании генерал-лейтенанта. После отставки стал главой SY Coleman, оборонного подрядчика, который разрабатывает ракетные системы связи и наведения, используемые в ракетных комплексах Patriot и Arrow.

### Иракская война
В марте 2003 года после вторжения американских войск в Ирак стал первым главой американской оккупационной администрации. Джей Гарнер должен был разработать и реализовать план развития и восстановления страны после свержения Саддама Хусейна. План Гарнера состоял в том, чтобы использовать чиновников бывшего режима, чтобы начать совместно управлять страной. К его реформам иракцы относились неоднозначно. Одним людям реформы были по душе, другие отнеслись к ним с резко негативно. 12 мая 2003 года внезапно был заменён на посту Пол Бремером, хотя планировалось, что он будет в должности до июня 2004 года. Заменён он был потому что у него возникли противоречия с Белым домом. Некоторые эксперты упрекали Гарнера в том, что он неправильно расставил приоритеты и отдавал предпочтение подготовке к выборам, а не приватизации иракской экономики.